# À Port Mars sans Hilda
À Port Mars sans Hilda (titre original : I'm in Marsport Without Hilda) est une nouvelle d'Isaac Asimov parue pour la première fois en 1957 et en France dans les recueils Histoires mystérieuses et L'avenir commence demain.

## Publication
La nouvelle I'm in Marsport Without Hilda est parue pour la première fois aux États-Unis en novembre 1957 dans le magazine Venture Science Fiction. Elle est reprise en 1958 dans le recueil Nine Tomorrows et en 1968 dans le recueil Asimov's Mysteries.
À Port Mars sans Hilda parait pour la première fois en France en 1969 dans le recueil Histoires mystérieuses dans une traduction de Michel Deutsch. Elle est de nouveau publiée en 1978 avec le titre Je suis à Port-Mars sans Hilda dans le recueil L'avenir commence demain dans une nouvelle traduction de Bruno Martin. Cette seconde traduction est une version légèrement censurée[réf. nécessaire].

## Résumé
Max, agent secret terrien d'élite, est le narrateur. Il explique au lecteur qu'il se prépare à passer d'agréables heures à Port-Mars : sa femme Hilda est sur Terre, et une ancienne maîtresse, Flora, qui a gardé tous ses charmes, accepte de le recevoir pour la nuit…
C'est à ce moment-là que le supérieur de Max le contacte en urgence : il est le seul agent disponible sur Port-Mars. Il doit immédiatement se rendre au spatioport pour arrêter un trafiquant de « Spatioline modifiée » : la Spatioline est un produit chimique qui permet de supporter le mal de l'espace - mais devient un puissant psychotrope si on l'altère un peu. Problème : les trois suspects (Edward Harponaster, Joacquim Lipsky, Andiamo Ferrucci) sont à la fois des voyageurs très importants et complètement ivres de spatioline, car ils se rendent sur Terre. Seul le trafiquant n'est pas drogué et simule les effets de la drogue, qui entraîne un délire verbal. Comment l'amener à se démasquer pendant leur brève escale, et avant que Flora ne s'impatiente et accepte un autre rendez-vous ?
Max choisit de raconter aux trois hommes, par le menu, les charmes de sa maîtresse et le programme de sa soirée… Celui qui émet involontairement des gouttes de sueur se révèle être le trafiquant, les deux autres n'ayant aucune réaction avant leur réveil.
L'affaire est réglée, et Max s'apprête - il est grand temps - à se rendre chez Flora. Soudain, une voix l'appelle, et Hilda apparaît sur l'astroport : elle a pu se libérer plus tôt et venir par navette. 
La nouvelle se termine par les trois brèves phrases suivantes : « Enfin, je pivotai sur mes talons et j'accomplis l'exploit le plus extraordinaire de toute ma carrière. Jamais au cours de ma sacrée bon Dieu d'existence de bon à rien passée à cavaler de planète en planète je n'avais fait quelque chose d'aussi difficile. Je souris. »

## Autour de la nouvelle
Un éditeur avait un jour demandé à Isaac Asimov s'il était vraiment capable d'écrire quoi que ce soit de grivois, d'inconvenant, ou simplement d'osé. Il répondit qu'il le pouvait, mais que ça n'apportait rien à la plupart de ses histoires ; et il écrivit celle-ci pour prouver son affirmation.
Ceci étant, le récit paraît, pour des lecteurs du XXIe siècle, comme étant assez « soft », n'évoquant les relations homme/femme que de manière chaste et sans termes scabreux.